# Dicranomyia napoensis
Dicranomyia napoensis är en tvåvingeart som beskrevs av Alexander 1921. Dicranomyia napoensis ingår i släktet Dicranomyia och familjen småharkrankar.
Artens utbredningsområde är Peru. Inga underarter finns listade i Catalogue of Life.